# (1407) Lindelöf
(1407) Lindelöf – planetoida z pasa głównego asteroid okrążająca Słońce w ciągu 4 lat i 217 dni w średniej odległości 2,76 au. Została odkryta 21 listopada 1936 roku w Obserwatorium Iso-Heikkilä w Turku przez Yrjö Väisälä. Nazwa planetoidy pochodzi od Ernsta Lindelöfa, fińskiego matematyka. Przed nadaniem nazwy planetoida nosiła oznaczenie tymczasowe (1407) 1936 WC.